# Залеский, Гиларий
Не следует путать с писателем Гиларием Леоновичем Залеским писавшим под псевдонимами «Klemensa Protasza» и «З.».
Гиларий Залеский (ум. 1824) — польский писатель

, издатель и переводчик; автор русско-французского и франко-русского словарей.

## Биография
Гиларий Залеский был родом с Волыни. В 1823 году он издавал в столице Польши городе Варшаве дамский журнал под названием: «Kurуjeradla płci pięknej».
Кроме того, писал и переводил пьесы для театра, шедшие с успехом на Варшавской сцене. Из таких его произведений в печати известны две: комедия «Mały odwet» и драма «Rinaldo Rinaldini». 
В рукописях Г. Залеский оставил два словаря: русско-французский и франко-русский. 
Гиларий Залеский умер в 1824 году.